# 丸久小山園
株式会社丸久小山園（まるきゅうこやまえん、英:MARUKYU KOYAMAEN CO., LTD.）は、京都府宇治市小倉町に所在する宇治茶等を製造販売する会社。

## 概要
丸久小山園は元禄年間、お茶に適した宇治小倉の里で園祖小山久次郎がお茶の栽培と製造を手掛けたことが始まり。以来、代々にわたり、宇治茶の伝統と品質の改善に努め、四代後にはお茶の販売も手掛けるようになった。その後、明治に入って八代目を継いだ元次郎が全国に販路を広げた。 
その「品質本位の茶づくり」は、栽培から製造まで一貫して行われ、数々の賞や栄誉を受け、多くの人に「品質の丸久小山園」と広く親しまれている。  
モットーは「品質本位の茶づくり」  

## 丸久小山園の沿革
- 1688年～1704年（元禄年間）創業
- 1964年（昭和39年）株式会社丸久小山園　改組

## 主な取扱商品
- 宇治茶：抹茶、玉露、かぶせ茶、煎茶、雁金（茎茶）、沈粉（芽茶）、粉茶、川柳、ほうじ茶、玄米茶等
- 加糖の宇治茶商品：グリーンティー（加糖抹茶）、抹茶ミックス、ほうじ茶ミックス、抹茶ソーダ、抹茶クリームティ等
- 食品加工用商品：練り状抹茶（ペースト）、ほうじ茶パウダー、玄米茶パウダー等
- 菓子：久次郎煎餅、抹茶クリームロール、抹茶サクレット、抹茶フィナンシェ、宇治抹茶ゆうげんゴーフレット、宇治抹茶ゆうげんクリームロール、宇治抹茶寒天ゼリー、抹茶あめ、抹茶だんご、ほうじ茶だんご、宇治茶松露、宇治茶琥珀、宇治茶くず湯、抹茶トリュフチョコレート等
- テイクアウトメニュー：抹茶ソフトクリーム、京ほうじ茶ソフトクリーム等
- 西洞院店・茶房「元庵」の喫茶メニュー：抹茶のロールケーキ、抹茶かき氷、ほうじ茶かき氷、抹茶ぜんざい等
- もったいないシリーズ：宇治抹茶入浴料、抹茶石鹼等
- 丸久小山園オリジナル茶器
- 茶道関連用品

## 店舗一覧
丸久小山園の直営店は京都府のみにある。現在は５店舗を運営。 
- 京都府宇治市
  - 本社工場・本社直売店：京都府宇治市小倉町寺内86番地
  - 槇島工場・抹茶ショップ：京都府宇治市槇島町中川原172-4
- 京都府京都市
  - 西洞院店・茶房「元庵」：京都市中京区西洞院通御池下る西側
  - ジェイアール京都伊勢丹店：京都市下京区烏丸通塩小路下ル東塩小路町
  - 京都高島屋店：京都市下京区四条通河原町西入真町

## 品質管理
品質方針に基づいて日々管理し、改善を続けている (風味・安全性・その他の理化学検査によるサポート)。
品質管理の追求や顧問研究所との共同開発によって、認証や特許を取得。
- 食品安全マネジメントシステム ISO22000認証取得
- JAS有機加工食品認証
- コーシャ（KOSHER）認証取得
- ハラール（HALAL）認証取得
- 抹茶ペースト等独自の技術による特許取得

## 受賞
丸久小山園は毎年お茶づくりを競う「全国茶品評会」等に栽培から製造まで一貫してつくられた自園茶を品質向上のために出品し、幾度も第一位農林水産大臣賞を受賞しておる。
- 全国茶品評会　第一位　通算22回受賞
- 関西茶品評会　第一位　通算9回受賞